# Haguenau
Haguenau (alsacià Hàwenau) és un municipi francès situat al departament del Baix Rin i a la regió del Gran Est. L'any 1999 tenia 32.242 habitants.
Forma part del cantó de Haguenau, del districte de Haguenau-Wissembourg i de la Comunitat d'aglomeració de Haguenau.

## Demografia
| 1962   | 1968   | 1975   | 1982   | 1990   | 1999   |
| ------ | ------ | ------ | ------ | ------ | ------ |
| 20.457 | 22.944 | 25.147 | 26.629 | 27.675 | 32.242 |

## Administració
Llista dels alcaldes de Haguenau des de 1870 :
- Xavier Nessel (1870-1902)
- Seyller (1902-1908)
- Zilliox (1908-1914)
- Louis Muller (1914-1919)
- Georges Weiss (1919-1934)
- Désiré Brumbt (1935-1959)
- Ernest Strasser (1959-1960)
- Frédéric North (1961-1971)
- André Traband (1971-1989)
- Alphonse Heinrich (1989-1993)
- Pierre Strasser (1993-2008)
- Claude Sturni (2008-)

## Personatges il·lustres
- Marius Schneider, musicòleg
- Sébastien Loeb, campió de ral·lis
- Marcel Loeffler, acordionista de jazz
- Stéphane Besle, futbolista.
- Michel Walter, polític autonomista
- Reinmar de Brennenberg, Minnesänger, segles XII-XIII
- Reinmar de Haguenau, Minnesänger, segles XII-XIII.

## Postals de Haguenau

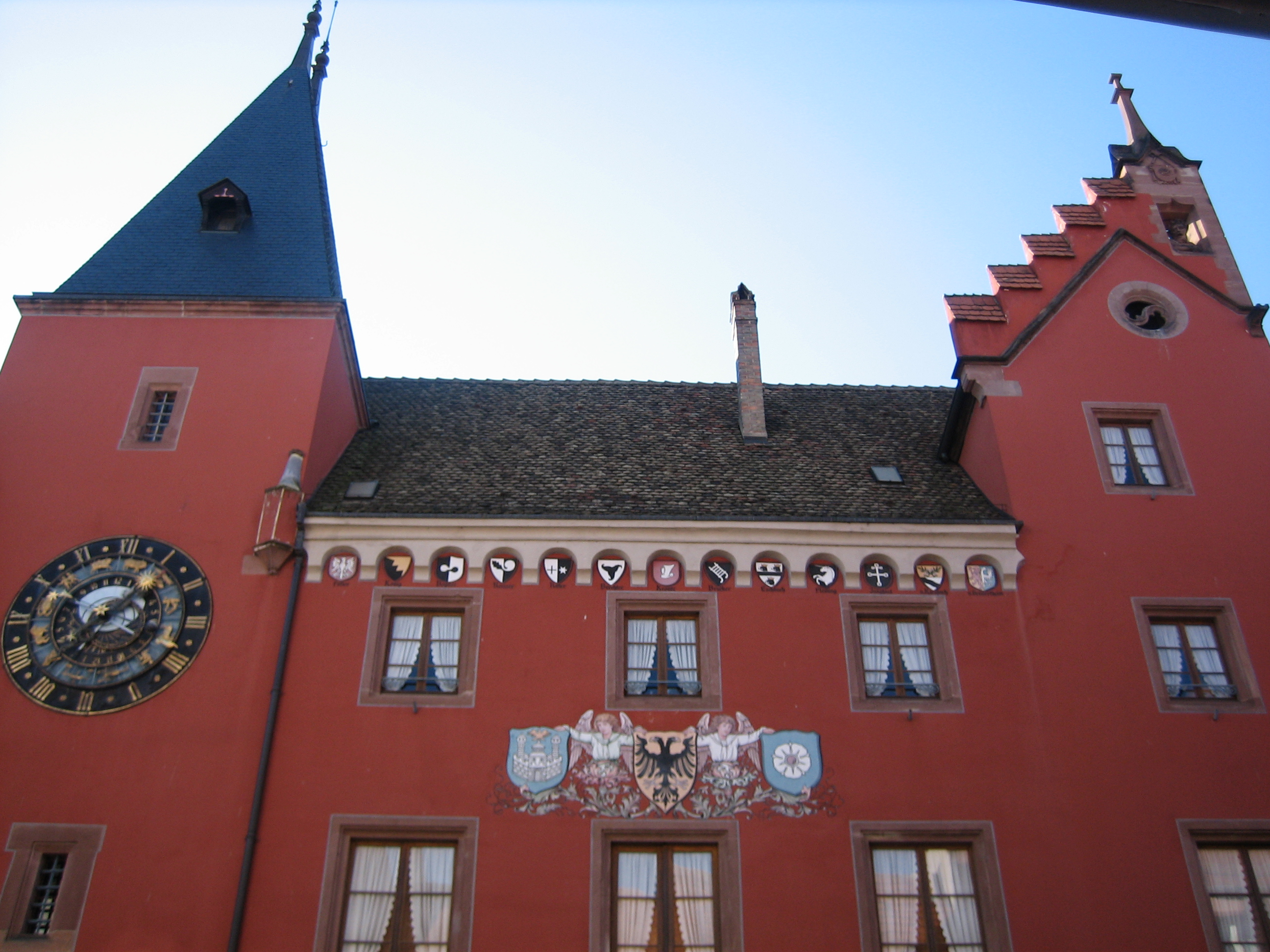
Casa de la Cancelleria i Museu Alsacià
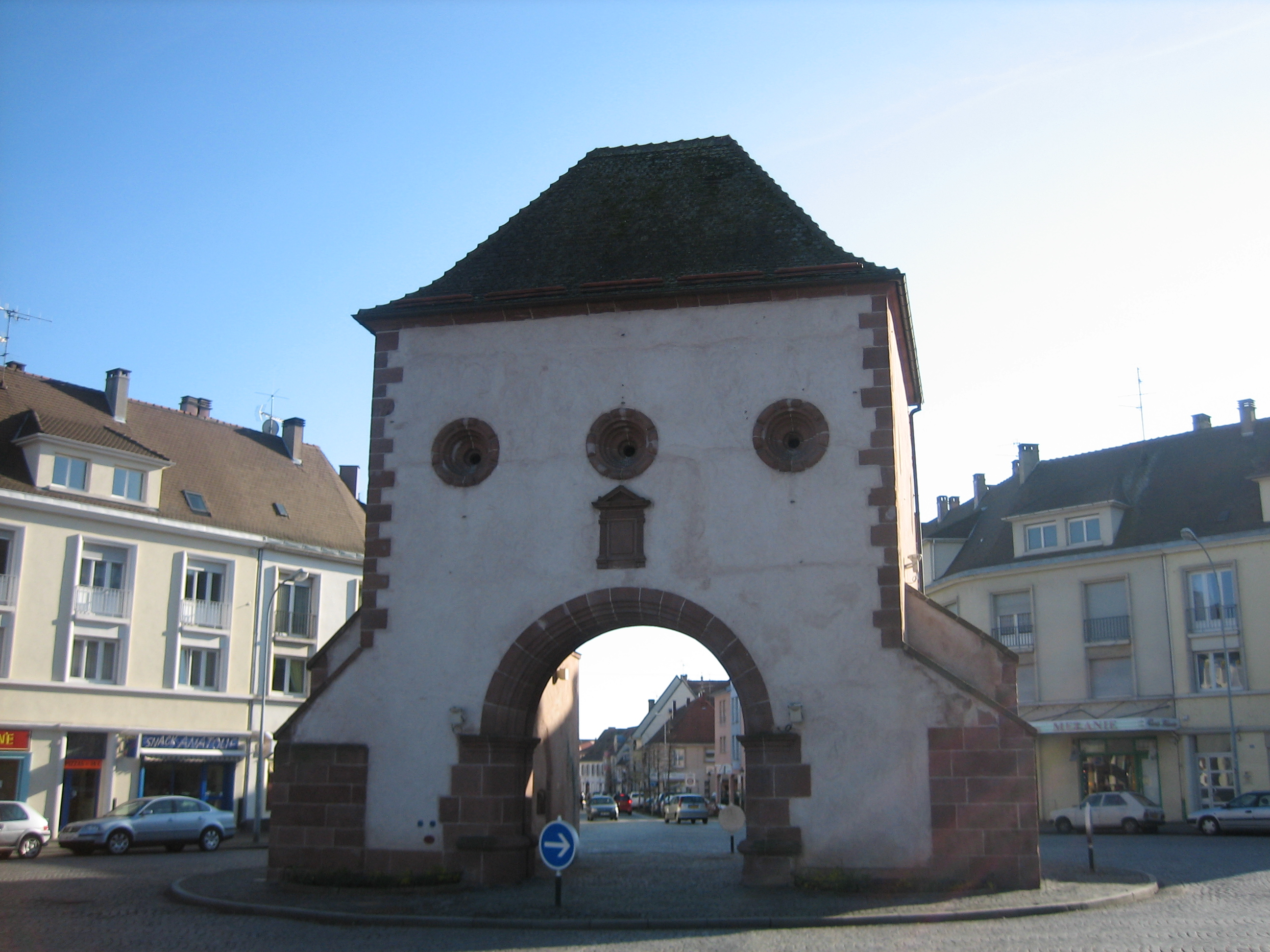
La porta de Wissembourg i avinguda
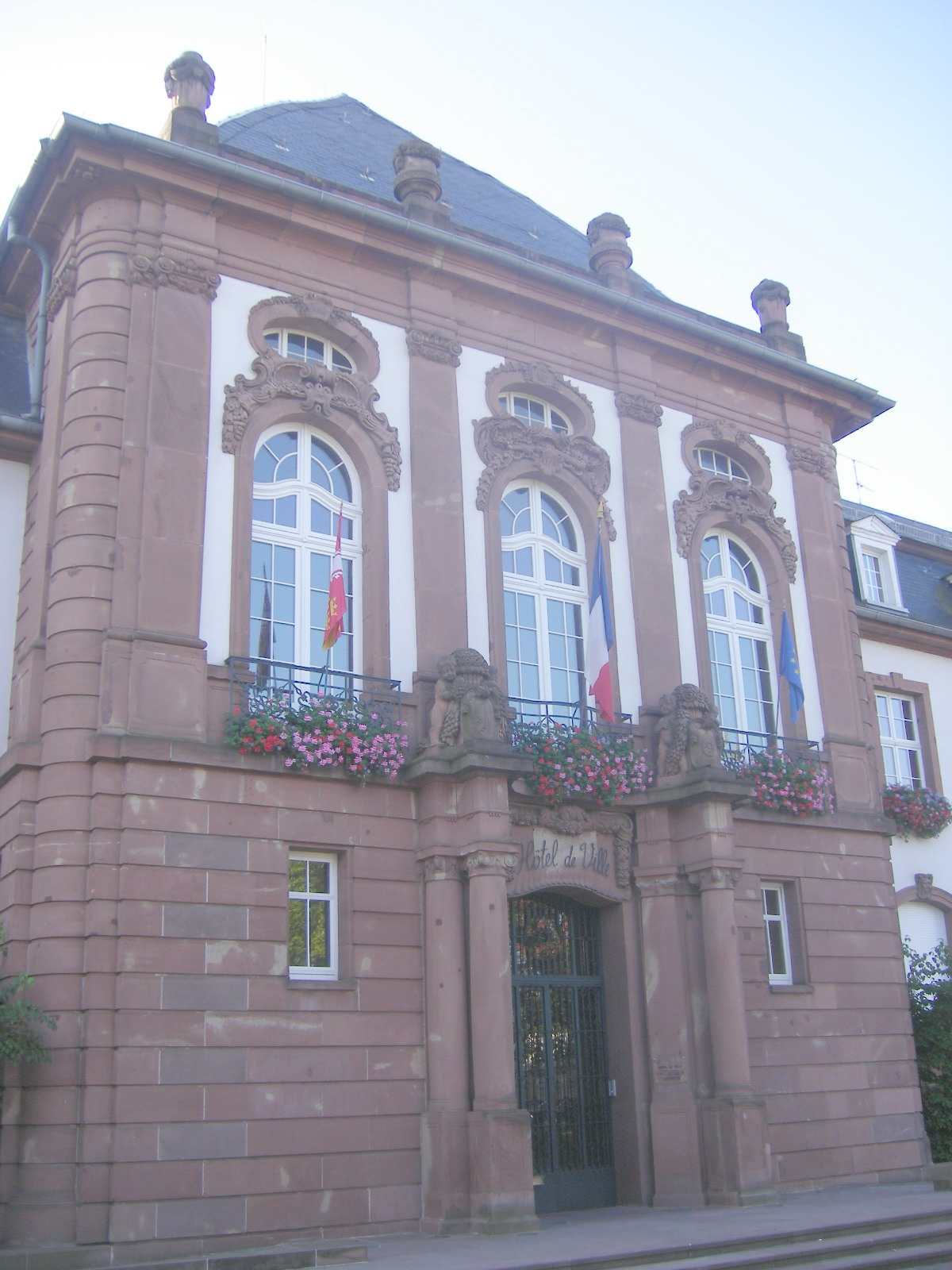
L'hotel de ville
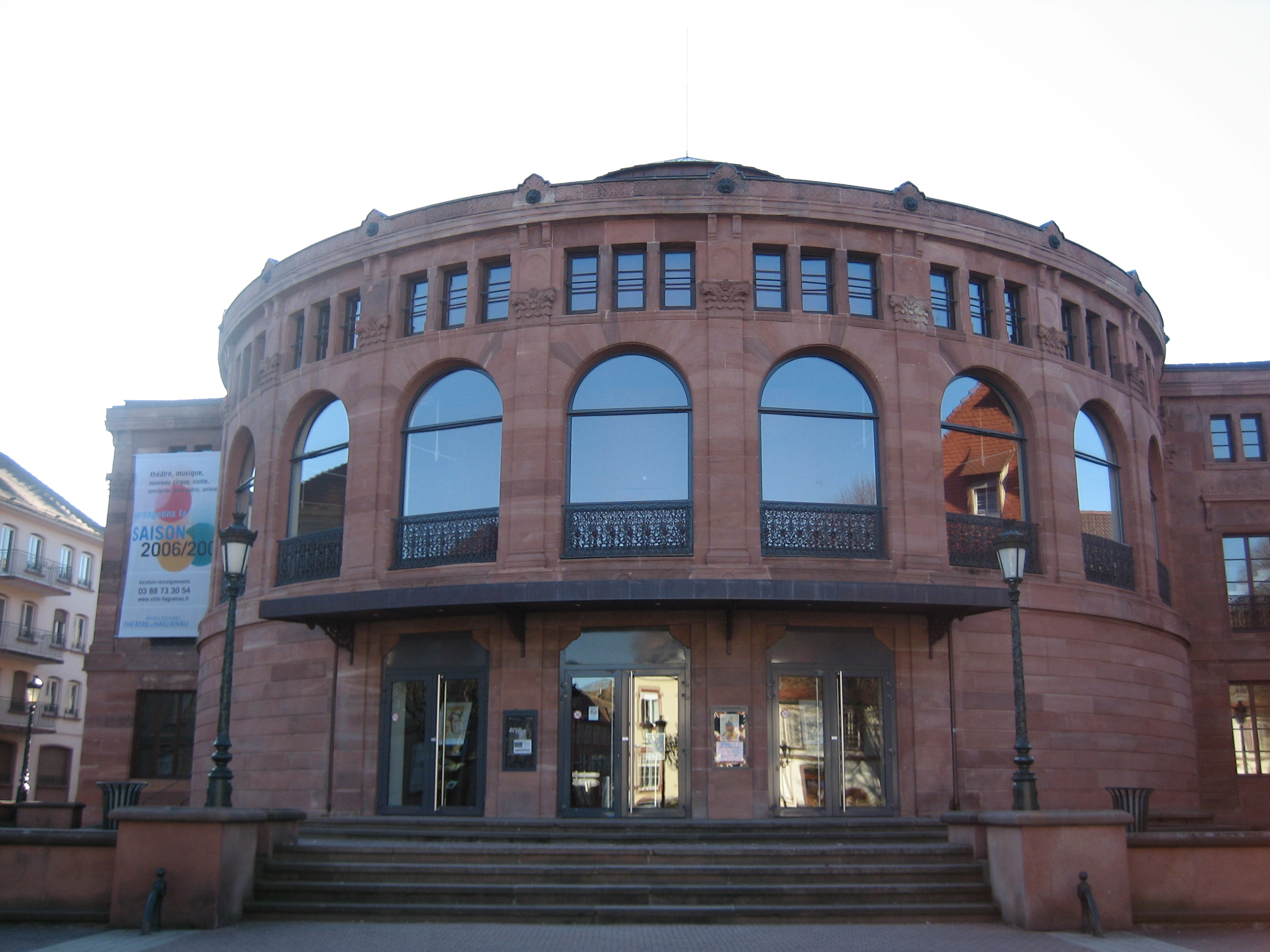
El teatre municipal
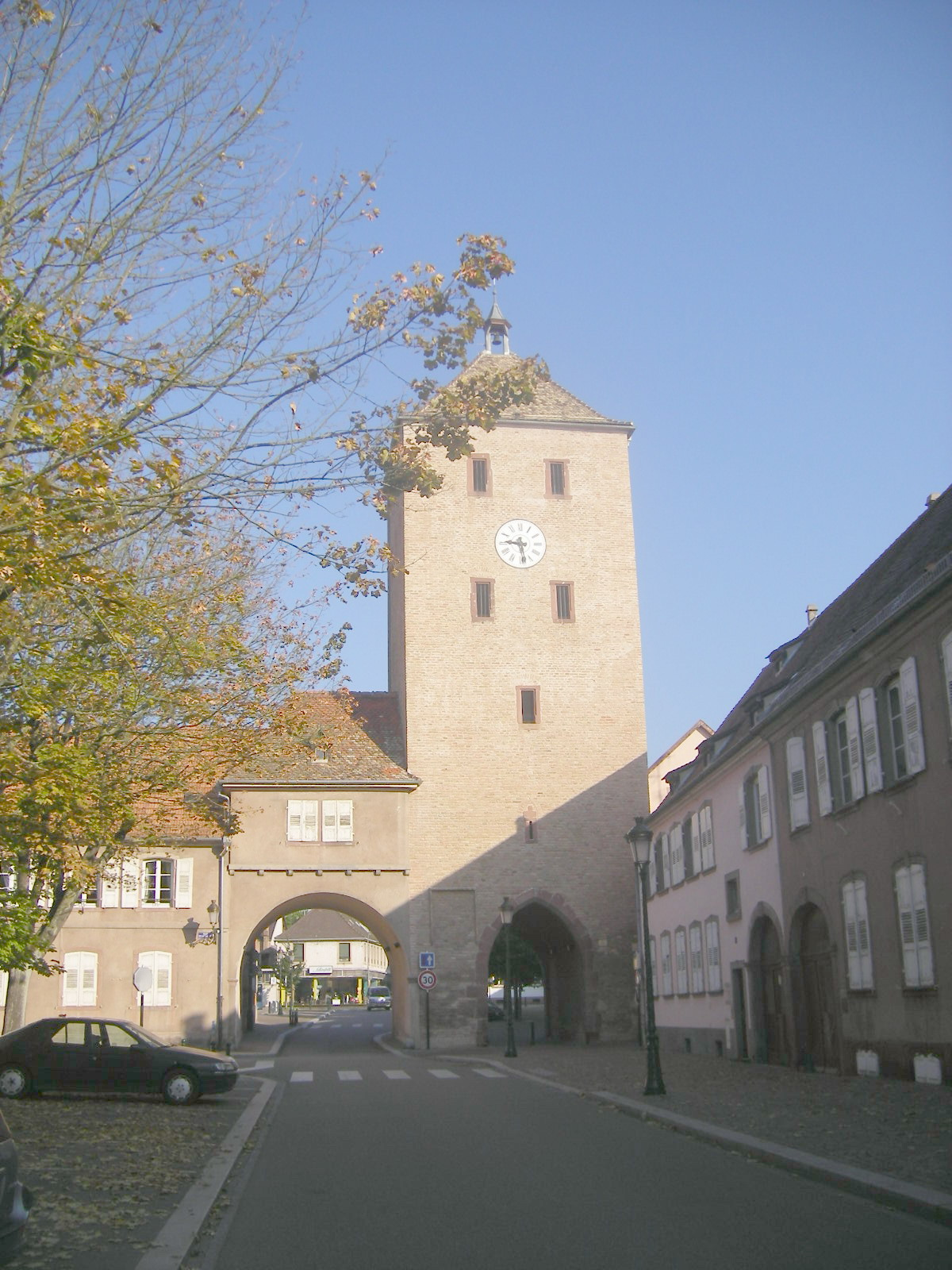
La torre dels cavallers